# Американцы кубинского происхождения
Американцы кубинского происхождения или Американские кубинцы (англ. Cuban Americans, исп. Cubanoamericanos) — выходцы с Кубы, проживающие в США. Они являются третьей по численности латиноамериканской группой в стране (3,5 % всех латиноамериканцев). 70 % этих лиц проживают в южной части штата Флорида, из-за географической приближённости к Кубе. Крупнейшим кубинским центром в США традиционно является Майами, где кубинцы составляют 34,1 % населения. Несмотря на то, что самой многочисленной латиноамериканской группой в стране являются мексиканцы, в Майами на первом месте находятся кубинцы; лица латиноамериканского происхождения при этом составляют в Майами абсолютное большинство — до 70 % населения на 2010 год.
В ряде городов Флориды доля кубинцев доходит до рекордных 60 % населения. На первом месте находится город Уэстчестер (65,9 % кубинцев).
Вторым крупным кубинским центром является Нью-Йорк с пригородами (141 250 чел.)
Согласно переписи населения 2012 года, в США насчитывается 1 957 557 лиц кубинского происхождения (0,63 % населения). 85 % из них считают себя белыми.
Большинство кубинских американцев принадлежат к римско-католической церкви, но некоторые практикуют также традиционные африканские ритуалы, в частности сантерию.
Кубинцы принесли с собой свою кухню (в частности, кубинский хлеб), музыку и моду, основали ряд фабрик по изготовлению сигар.
Значительную долю кубинцев в США составляют беженцы, покинувшие родину после революции (1959), и поддерживающие «антикастровские» настроения. На 1958 год в США насчитывалось всего 125 тыс. кубинцев. Основной целью для беженцев традиционно являлся Майами. В 1990-е годы, в связи с введением политики «мокрых ног, сухих ног» (отказ беженцам, прибывшим морем и приём прибывших по суше), беженцы начали прибывать через мексиканскую границу в Техас. Вследствие этого значительно выросла кубинская община в Хьюстоне.
В последние годы крупным пунктом прибытия беженцев также стал Пуэрто-Рико.
Кубинские американцы преимущественно являются сторонниками Республиканской партии, выражая тем самым недовольство провалом операции в заливе Свиней (1961); политэмигранты и их потомки прямо обвиняют президента от демократов Кеннеди в недостаточной авиационной поддержке операции.
Вместе с тем в последние годы наблюдается новое явление: очень значительная часть кубинской молодёжи поддерживает президента от Демократической партии Барака Обаму. Среди лиц старших возрастов его поддержка гораздо ниже.
В палате представителей США находятся 5 кубинцев (четверо от Республиканской и один от Демократической партии), причём кубинцами являются три представителя от Флориды. Среди сенаторов кубинское происхождение имеют трое (Тед Круз, Марко Рубио, Роберт Менендес).
Средний доход кубинцев на одно домохозяйство в год составляет 36 671 $, что высоко для лиц латиноамериканского происхождения, но ниже, чем в для белых не-латиноамериканского происхождения. 25 % имеют высшее образование, что также выше, чем в среднем для латиноамериканцев, но ниже, чем для белых (30 %).
Кубинские эмигранты также очень активно ведут борьбу за свержение режима Кастро. Для этого в 1981 году во Флориде был создан Кубино-Американский национальный фонд, объединяющий эмигрантов с острова. Глава этого Фонда — Хорхе Мас Каноса — при Рейгане возглавлял Президентский совет по теле- и радиовещанию на Кубу, а также правительственную комиссию «за свободную Кубу». Кроме того, с 1990 года на Кубу стало вещать «Радио Марти», общее вещание составляло более 1200 часов в неделю.